# Henry Corbin
Henry Corbin, född 14 april 1903, död 7 oktober 1978, var en fransk iranolog, specialiserad på shiaislamisk filosofi och mystik. Han var professor vid École Pratique des Hautes Études i Paris.
Corbin publicerade en rad studier över den iranske filosofen Suhrawardi och utgav även det omfattande Bibliothèque iranienne.